# Mirjana Marković
Mirjana Marković (serbisch-kyrillisch Мирјана Марковић; auch Mira; * 10. Juli 1942 in Požarevac, Serbien; † 14. April 2019 in Sotschi, Russland) war die Ehefrau des früheren jugoslawischen und serbischen Präsidenten Slobodan Milošević.

## Leben
Ihre Mutter Vera Miletić wurde von der Gestapo verhaftet und später erschossen. Ihr Vater Moma Marković war Partisan in Titos Volksbefreiungsarmee und nach dem Zweiten Weltkrieg ein bedeutender serbischer Kommunist. Miras Tante Davorjanka war während des Krieges die Lebensgefährtin von Josip Broz Tito. In Belgrad studierte Marković Soziologie und war in der kommunistischen Studentenbewegung aktiv. Sie heiratete 1965 Slobodan Milošević, den sie schon seit ihrer Schulzeit kannte.
Milošević galt während seiner politischen Tätigkeit als der pragmatische Technokrat der Macht, seine Ehefrau Mirjana als die Ideologin, die mehr im Hintergrund agierte. Nach dem Bruch von Milošević mit dem bosnischen Serbenführer Radovan Karadžić 1994 und der daraus resultierenden Unzufriedenheit in Teilen seiner SPS gehörte Mirjana Marković zu den Gründern der Partei Jugoslawische Linke, die sie, obwohl nie Vorsitzende, bis zum Jahr 2000 anführte.
Marković ist in Serbien für die ungesetzliche Verteilung von Wohnungen angeklagt worden. Ihr wurde ebenfalls vorgeworfen, an der Entführung und Ermordung des ehemaligen serbischen Präsidenten Ivan Stambolić beteiligt gewesen zu sein. Sie war ab 2003 auf der Flucht und wurde von Interpol gesucht; die russische Polizei lehnte es jedoch ab, sie festzuhalten, vermutlich aufgrund der starken Beziehungen der Familie Milošević zu Russland, wo Mira Marković sich aufhielt. Anfang Februar 2008 meldeten serbische Medien mit Bezug auf ungenannte russische Quellen, dass sie zusammen mit ihrem Sohn Marko Milošević bereits 2007 in Russland politisches Asyl erhalten habe.